# Stulichy
Stulichy (niem. Stullichen) – wieś w Polsce położona w województwie warmińsko-mazurskim, w powiecie węgorzewskim, w gminie Węgorzewo.
Wieś została założona przez mężczyznę o imieniu Stańko na ziemi zakupionej w 1562 roku.
W latach 1975–1998 miejscowość administracyjnie należała do województwa suwalskiego.